# 6 Heures de Spa-Francorchamps 2021
Navigation
Édition précédente Édition suivante
Les 6 Heures de Spa 2021 (officiellement appelé les Total 6 Heures de Spa-Francorchamps 2021), sont la 41e édition de l'épreuve et la 1re manche du calendrier du Championnat du monde d'endurance FIA 2021.

## Qualifications
| Pos. | Classe    | N°  | Écurie                    | Pilote                | Temps          | Écart        | Grille |
| 1    | Hypercar  | 7   | Toyota Gazoo Racing       | Kamui Kobayashi       | 2 min 00 s 747 | -            | 1      |
| 2    | Hypercar  | 8   | Toyota Gazoo Racing       | Kazuki Nakajima       | 2 min 01 s 266 | + 0 s 519    | 2      |
| 3    | LMP2      | 22  | United Autosports USA     | Filipe Albuquerque    | 2 min 02 s 404 | + 1 s 657    | 3      |
| 4    | Hypercar  | 36  | Alpine Elf Matmut         | Nicolas Lapierre      | 2 min 02 s 652 | + 1 s 905    | 4      |
| 5    | LMP2      | 26  | G-Drive Racing            | Nyck de Vries         | 2 min 02 s 984 | + 2 s 237    | 5      |
| 6    | LMP2      | 29  | Racing Team Nederland     | Giedo Van der Garde   | 2 min 03 s 435 | + 2 s 688    | 6      |
| 7    | LMP2      | 70  | Realteam Racing           | Norman Nato           | 2 min 03 s 475 | + 2 s 728    | 7      |
| 8    | LMP2      | 25  | G-Drive Racing            | Roberto Merhi         | 2 min 03 s 485 | + 2 s 738    | 8      |
| 9    | LMP2      | 28  | JOTA                      | Stoffel Vandoorne     | 2 min 03 s 516 | + 2 s 769    | 9      |
| 10   | LMP2      | 38  | JOTA                      | Anthony Davidson      | 2 min 03 s 625 | + 2 s 878    | 10     |
| 11   | LMP2      | 21  | DragonSpeed USA           | Ben Hanley            | 2 min 03 s 816 | + 3 s 069    | 11     |
| 12   | LMP2      | 24  | PR1 Motorsports           | Gabriel Aubry         | 2 min 03 s 869 | + 3 s 122    | 12     |
| 13   | LMP2      | 31  | Team WRT                  | Robin Frijns          | 2 min 03 s 915 | + 3 s 168    | 13     |
| 14   | LMP2      | 34  | Inter Europol Competition | Alex Brundle          | 2 min 04 s 207 | + 3 s 460    | 14     |
| 15   | LMP2      | 1   | Richard Mille Racing Team | Tatiana Calderón      | 2 min 05 s 284 | + 4 s 537    | 15     |
| 16   | LMP2      | 2   | High Class Racing         | Anders Fjordbach      | 2 min 05 s 522 | + 4 s 775    | 16     |
| 17   | LMP2      | 44  | ARC Bratislava            | Darren Burke          | 2 min 07 s 051 | + 6 s 304    | 17     |
| 18   | LMGTE-Pro | 92  | Porsche GT Team           | Kévin Estre           | 2 min 11 s 219 | + 10 s 472   | 18     |
| 19   | LMGTE-Pro | 52  | AF Corse                  | Miguel Molina         | 2 min 12 s 351 | + 11 s 604   | 19     |
| 20   | LMGTE-Pro | 91  | Porsche GT Team           | Richard Lietz         | 2 min 12 s 370 | + 11 s 623   | 20     |
| 21   | LMGTE-Pro | 51  | AF Corse                  | Alessandro Pier Guidi | 2 min 12 s 443 | + 11 s 696   | 21     |
| 22   | LMGTE-Pro | 63  | Corvette Racing           | Antonio García        | 2 min 13 s 106 | + 12 s 359   | 22     |
| 23   | LMGTE-Am  | 33  | TF Sport                  | Ben Keating           | 2 min 14 s 660 | + 13 s 913   | 23     |
| 24   | LMGTE-Am  | 98  | Aston Martin Racing       | Paul Dalla Lana       | 2 min 15 s 615 | + 14 s 868   | 24     |
| 25   | LMGTE-Am  | 88  | Dempsey-Proton Racing     | Andrew Haryanto       | 2 min 16 s 319 | + 15 s 572   | 25     |
| 26   | LMGTE-Am  | 54  | AF Corse                  | Thomas Flohr          | 2 min 16 s 367 | + 15 s 620   | 26     |
| 27   | LMGTE-Am  | 83  | AF Corse                  | François Perrodo      | 2 min 17 s 560 | + 16 s 813   | 27     |
| 28   | LMGTE-Am  | 47  | Cetilar Racing            | Roberto Lacorte       | 2 min 17 s 719 | + 16 s 972   | 28     |
| 29   | LMGTE-Am  | 85  | Iron Lynx                 | Manuela Gostner       | 2 min 18 s 452 | + 17 s 705   | 29     |
| 30   | LMGTE-Am  | 96  | GR Racing                 | Michael Wainwright    | 2 min 18 s 813 | + 18 s 066   | 30     |
| 31   | LMGTE-Am  | 60  | Iron Lynx                 | Claudio Schiavoni     | 2 min 20 s 356 | + 19 s 609   | 31     |
| 32   | LMGTE-Am  | 56  | Team Project 1            | Egidio Perfetti       | Pas de temps   | Pas de temps | 32     |
| 33   | LMGTE-Am  | 77  | Dempsey-Proton Racing     | Christian Ried        | Pas de temps   | Pas de temps | 33     |
| 34   | LMGTE-Am  | 777 | D'Station Racing          | Satoshi Hoshino       | Pas de temps   | Pas de temps | 34     |

## La course

### Classement de la course
Voici le classement officiel au terme de la course.
- Les premiers de chaque catégorie du championnat du monde sont signalés par un fond jaune.
- Pour la colonne Pneus, il faut passer le curseur au-dessus du modèle pour connaître le manufacturier de pneumatiques.

| Pos   | Classe    | no  | Écurie                    | Pilotes                                                  | Châssis                        | Pneus | Tours | Temps                 |
| Pos   | Classe    | no  | Écurie                    | Pilotes                                                  | Moteur                         | Pneus | Tours | Temps                 |
| ----- | --------- | --- | ------------------------- | -------------------------------------------------------- | ------------------------------ | ----- | ----- | --------------------- |
| 1     | Hypercar  | 8   | Toyota Gazoo Racing       | Sébastien Buemi Kazuki Nakajima Brendon Hartley          | Toyota GR010 Hybrid            | M     | 162   | 6 h 00 min 17 s 733   |
| 1     | Hypercar  | 8   | Toyota Gazoo Racing       | Sébastien Buemi Kazuki Nakajima Brendon Hartley          | Toyota 3,5 L V6 Bi-Turbo       | M     | 162   | 6 h 00 min 17 s 733   |
| 2     | Hypercar  | 36  | Alpine Elf Matmut         | André Negrão Nicolas Lapierre Matthieu Vaxiviere         | Alpine A480                    | M     | 162   | 1 min 07 s 196        |
| 2     | Hypercar  | 36  | Alpine Elf Matmut         | André Negrão Nicolas Lapierre Matthieu Vaxiviere         | Gibson GK458 4,5 L V8 Atmo     | M     | 162   | 1 min 07 s 196        |
| 3     | Hypercar  | 7   | Toyota Gazoo Racing       | Mike Conway Kamui Kobayashi José María López             | Toyota GR010 Hybrid            | M     | 161   | + 1 tour              |
| 3     | Hypercar  | 7   | Toyota Gazoo Racing       | Mike Conway Kamui Kobayashi José María López             | Toyota 3,5 L V6 Bi-Turbo       | M     | 161   | + 1 tour              |
| 4     | LMP2      | 22  | United Autosports USA     | Phil Hanson Fabio Scherer Filipe Albuquerque             | Oreca 07                       | G     | 161   | + 1 tour              |
| 4     | LMP2      | 22  | United Autosports USA     | Phil Hanson Fabio Scherer Filipe Albuquerque             | Gibson GK428 4,2 L V8 Atmo     | G     | 161   | + 1 tour              |
| 5     | LMP2      | 38  | JOTA                      | Roberto González António Félix da Costa Anthony Davidson | Oreca 07                       | G     | 160   | + 2 tours             |
| 5     | LMP2      | 38  | JOTA                      | Roberto González António Félix da Costa Anthony Davidson | Gibson GK428 4,2 L V8 Atmo     | G     | 160   | + 2 tours             |
| 6     | LMP2      | 28  | JOTA                      | Sean Gelael Stoffel Vandoorne Tom Blomqvist              | Oreca 07                       | G     | 160   | + 2 tours             |
| 6     | LMP2      | 28  | JOTA                      | Sean Gelael Stoffel Vandoorne Tom Blomqvist              | Gibson GK428 4,2 L V8 Atmo     | G     | 160   | + 2 tours             |
| 7     | LMP2      | 29  | Racing Team Nederland     | Frits van Eerd Giedo Van der Garde Job van Uitert        | Oreca 07                       | G     | 159   | + 3 tours             |
| 7     | LMP2      | 29  | Racing Team Nederland     | Frits van Eerd Giedo Van der Garde Job van Uitert        | Gibson GK428 4,2 L V8 Atmo     | G     | 159   | + 3 tours             |
| 8     | LMP2      | 34  | Inter Europol Competition | Jakub Śmiechowski Renger Van der Zande Alex Brundle      | Oreca 07                       | G     | 159   | + 3 tours             |
| 8     | LMP2      | 34  | Inter Europol Competition | Jakub Śmiechowski Renger Van der Zande Alex Brundle      | Gibson GK428 4,2 L V8 Atmo     | G     | 159   | + 3 tours             |
| 9     | LMP2      | 70  | Realteam Racing           | Esteban Garcia Loïc Duval Norman Nato                    | Oreca 07                       | G     | 158   | + 4 tours             |
| 9     | LMP2      | 70  | Realteam Racing           | Esteban Garcia Loïc Duval Norman Nato                    | Gibson GK428 4,2 L V8 Atmo     | G     | 158   | + 4 tours             |
| 10    | LMP2      | 21  | DragonSpeed USA           | Henrik Hedman Juan Pablo Montoya Ben Hanley              | Oreca 07                       | G     | 158   | + 4 tours             |
| 10    | LMP2      | 21  | DragonSpeed USA           | Henrik Hedman Juan Pablo Montoya Ben Hanley              | Gibson GK428 4,2 L V8 Atmo     | G     | 158   | + 4 tours             |
| 11    | LMP2      | 1   | Richard Mille Racing Team | Tatiana Calderón Sophia Flörsch Beitske Visser           | Oreca 07                       | G     | 158   | + 4 tours             |
| 11    | LMP2      | 1   | Richard Mille Racing Team | Tatiana Calderón Sophia Flörsch Beitske Visser           | Gibson GK428 4,2 L V8 Atmo     | G     | 158   | + 4 tours             |
| 12    | LMP2      | 20  | High Class Racing         | Jan Magnussen Anders Fjordbach Dennis Andersen           | Oreca 07                       | G     | 157   | + 5 tours             |
| 12    | LMP2      | 20  | High Class Racing         | Jan Magnussen Anders Fjordbach Dennis Andersen           | Gibson GK428 4,2 L V8 Atmo     | G     | 157   | + 5 tours             |
| 13    | LMP2      | 25  | G-Drive Racing            | John Falb Rui Andrade Roberto Merhi                      | Oreca 07                       | G     | 157   | + 5 tours             |
| 13    | LMP2      | 25  | G-Drive Racing            | John Falb Rui Andrade Roberto Merhi                      | Gibson GK428 4,2 L V8 Atmo     | G     | 157   | + 5 tours             |
| 14    | LMP2      | 24  | PR1 Motorsports           | Patrick Kelly Gabriel Aubry Simon Trummer                | Oreca 07                       | G     | 157   | + 5 tours             |
| 14    | LMP2      | 24  | PR1 Motorsports           | Patrick Kelly Gabriel Aubry Simon Trummer                | Gibson GK428 4,2 L V8 Atmo     | G     | 157   | + 5 tours             |
| 15    | LMGTE Pro | 92  | Porsche GT Team           | Kévin Estre Neel Jani                                    | Porsche 911 RSR-19             | M     | 153   | + 9 tours             |
| 15    | LMGTE Pro | 92  | Porsche GT Team           | Kévin Estre Neel Jani                                    | Porsche 4,0 L Flat-6 Atmo      | M     | 153   | + 9 tours             |
| 16    | LMGTE Pro | 51  | AF Corse                  | Alessandro Pier Guidi James Calado                       | Ferrari 488 GTE Evo            | M     | 153   | + 9 tours             |
| 16    | LMGTE Pro | 51  | AF Corse                  | Alessandro Pier Guidi James Calado                       | Ferrari F154CB 3,9 L V8 Turbo  | M     | 153   | + 9 tours             |
| 17    | LMGTE Pro | 52  | AF Corse                  | Daniel Serra Miguel Molina                               | Ferrari 488 GTE Evo            | M     | 153   | + 9 tours             |
| 17    | LMGTE Pro | 52  | AF Corse                  | Daniel Serra Miguel Molina                               | Ferrari F154CB 3,9 L V8 Turbo  | M     | 153   | + 9 tours             |
| 18    | LMGTE Pro | 63  | Corvette Racing           | Antonio García Oliver Gavin                              | Chevrolet Corvette C8.R        | M     | 152   | + 10 tours            |
| 18    | LMGTE Pro | 63  | Corvette Racing           | Antonio García Oliver Gavin                              | Chevrolet 5,5 L V8 Atmo        | M     | 152   | + 10 tours            |
| 19    | LMGTE Pro | 91  | Porsche GT Team           | Gianmaria Bruni Richard Lietz                            | Porsche 911 RSR-19             | M     | 152   | + 10 tours            |
| 19    | LMGTE Pro | 91  | Porsche GT Team           | Gianmaria Bruni Richard Lietz                            | Porsche 4,0 L Flat-6 Atmo      | M     | 152   | + 10 tours            |
| 20    | LMGTE Am  | 83  | AF Corse                  | François Perrodo Nicklas Nielsen Alessio Rovera          | Ferrari 488 GTE Evo            | M     | 152   | + 10 tours            |
| 20    | LMGTE Am  | 83  | AF Corse                  | François Perrodo Nicklas Nielsen Alessio Rovera          | Ferrari F154CB 3,9 L V8 Turbo  | M     | 152   | + 10 tours            |
| 21    | LMGTE Am  | 33  | TF Sport                  | Ben Keating Dylan Pereira Felipe Fraga                   | Aston Martin Vantage AMR       | M     | 152   | + 10 tours            |
| 21    | LMGTE Am  | 33  | TF Sport                  | Ben Keating Dylan Pereira Felipe Fraga                   | Aston Martin 4,0 L V8 Bi-Turbo | M     | 152   | + 10 tours            |
| 22    | LMGTE Am  | 47  | Cetilar Racing            | Roberto Lacorte Giorgio Sernagiotto Antonio Fuoco        | Ferrari 488 GTE Evo            | M     | 151   | + 11 tours            |
| 22    | LMGTE Am  | 47  | Cetilar Racing            | Roberto Lacorte Giorgio Sernagiotto Antonio Fuoco        | Ferrari F154CB 3,9 L V8 Turbo  | M     | 151   | + 11 tours            |
| 23    | LMGTE Am  | 54  | AF Corse                  | Thomas Flohr Francesco Castellacci Giancarlo Fisichella  | Ferrari 488 GTE Evo            | M     | 151   | + 11 tours            |
| 23    | LMGTE Am  | 54  | AF Corse                  | Thomas Flohr Francesco Castellacci Giancarlo Fisichella  | Ferrari F154CB 3,9 L V8 Turbo  | M     | 151   | + 11 tours            |
| 24    | LMGTE Am  | 88  | Dempsey-Proton Racing     | Andrew Haryanto Marco Seefried Alessio Picariello        | Porsche 911 RSR-19             | M     | 151   | + 11 tours            |
| 24    | LMGTE Am  | 88  | Dempsey-Proton Racing     | Andrew Haryanto Marco Seefried Alessio Picariello        | Porsche 4,0 L Flat-6 Atmo      | M     | 151   | + 11 tours            |
| 25    | LMGTE Am  | 98  | NorthWest AMR             | Paul Dalla Lana Augusto Farfus Marcos Gomes              | Aston Martin Vantage AMR       | M     | 151   | + 11 tours            |
| 25    | LMGTE Am  | 98  | NorthWest AMR             | Paul Dalla Lana Augusto Farfus Marcos Gomes              | Aston Martin 4,0 L V8 Bi-Turbo | M     | 151   | + 11 tours            |
| 26    | LMGTE Am  | 777 | D'Station Racing          | Satoshi Hoshino Tomonobu Fujii Andrew Watson (en)        | Aston Martin Vantage AMR       | M     | 150   | + 12 tours            |
| 26    | LMGTE Am  | 777 | D'Station Racing          | Satoshi Hoshino Tomonobu Fujii Andrew Watson (en)        | Aston Martin 4,0 L V8 Bi-Turbo | M     | 150   | + 12 tours            |
| 27    | LMGTE Am  | 85  | Iron Lynx                 | Rahel Frey Katherine Legge Manuela Gostner               | Ferrari 488 GTE Evo            | M     | 150   | + 12 tours            |
| 27    | LMGTE Am  | 85  | Iron Lynx                 | Rahel Frey Katherine Legge Manuela Gostner               | Ferrari F154CB 3,9 L V8 Turbo  | M     | 150   | + 12 tours            |
| 28    | LMGTE Am  | 60  | Iron Lynx                 | Claudio Schiavoni Andrea Piccini Matteo Cressoni         | Ferrari 488 GTE Evo            | M     | 149   | + 13 tours            |
| 28    | LMGTE Am  | 60  | Iron Lynx                 | Claudio Schiavoni Andrea Piccini Matteo Cressoni         | Ferrari F154CB 3,9 L V8 Turbo  | M     | 149   | + 13 tours            |
| 29    | LMP2      | 31  | Team WRT                  | Robin Frijns Ferdinand Habsburg Charles Milesi           | Oreca 07                       | G     | 127   | + 35 tours            |
| 29    | LMP2      | 31  | Team WRT                  | Robin Frijns Ferdinand Habsburg Charles Milesi           | Gibson GK428 4,2 L V8 Atmo     | G     | 127   | + 35 tours            |
| N. c. | LMGTE Am  | 77  | Dempsey-Proton Racing     | Christian Ried Jaxon Evans Matt Campbell                 | Porsche 911 RSR-19             | M     | 138   | Problème électronique |
| N. c. | LMGTE Am  | 77  | Dempsey-Proton Racing     | Christian Ried Jaxon Evans Matt Campbell                 | Porsche 4,0 L Flat-6 Atmo      | M     | 138   | Problème électronique |
| N. c. | LMP2      | 26  | G-Drive Racing            | Roman Rusinov Franco Colapinto Nyck de Vries             | Oreca 07                       | G     | 125   | Fuite d'huile         |
| N. c. | LMP2      | 26  | G-Drive Racing            | Roman Rusinov Franco Colapinto Nyck de Vries             | Gibson GK428 4,2 L V8 Atmo     | G     | 125   | Fuite d'huile         |
| Abd.  | LMGTE Am  | 86  | GR Racing                 | Michael Wainwright Ben Barker Tom Gamble                 | Porsche 911 RSR-19             | M     |       | Sortie de piste       |
| Abd.  | LMGTE Am  | 86  | GR Racing                 | Michael Wainwright Ben Barker Tom Gamble                 | Porsche 4,0 L Flat-6 Atmo      | M     |       | Sortie de piste       |
| Abd.  | LMP2      | 44  | ARC Bratislava            | Miroslav Konôpka Tom Jackson Darren Burke                | Ligier JS P217                 | G     |       | Fuite d'huile         |
| Abd.  | LMP2      | 44  | ARC Bratislava            | Miroslav Konôpka Tom Jackson Darren Burke                | Gibson GK428 4,2 L V8 Atmo     | G     |       | Fuite d'huile         |
| N. p. | LMGTE Am  | 46  | Team Project 1            | Dennis Olsen Anders Buchardt Axcil Jefferies             | Porsche 911 RSR-19             | M     |       | Non partant           |
| N. p. | LMGTE Am  | 46  | Team Project 1            | Dennis Olsen Anders Buchardt Axcil Jefferies             | Porsche 4,0 L Flat-6 Atmo      | M     |       | Non partant           |

## Pole position et record du tour
- Pole position :  Kamui Kobayashi (#7 Toyota Gazoo Racing) en 2 min 00 s 747
- Meilleur tour en course :  Sébastien Buemi (#8 Toyota Gazoo Racing) en 2 min 03 s 930

## Tours en tête
- no 7 Toyota GR010 Hybrid - Toyota Gazoo Racing : 42 tours (1-10 / 66-74 / 87-99 / 102-111)[3]
- no 8 Toyota GR010 Hybrid - Toyota Gazoo Racing : 73 tours (11-50 / 75 / 100 / 125-138 / 146-162)
- no 36 Alpine A480 - Alpine Elf Matmut : 47 tours (51-65 / 76-86 / 101 / 112-124 / 139-145)

## À noter
- Longueur du circuit : 7,003 9 km
- Distance parcourue par les vainqueurs : 1 134,631 8 km